# Schott NYC
La Schott NYC (Schott Bros) è una società di produzione di abbigliamento statunitense con sede a New York City.

## Storia

### La fondazione
Nel 1913, Jack e Irving Schott, figli di un immigrato russo, iniziarono a cucire e produrre impermeabili in un seminterrato-fabbrica nel Lower East Side di Manhattan, che venivano poi venduti dai venditori ambulanti "porta a porta". Desideroso di innovare, non fu una sorpresa che Irving mise gli occhi su un simbolo classico statunitense in ascesa - la motocicletta. Nel 1928, Irving Schott progettò e realizzò la prima giacca per motociclisti in pelle; la Perfecto. Venduta al dettaglio per 5,50 dollari ad un distributore della Harley Davidson a Long Island, la Perfecto era resistente, robusta, e subito entrò nel panorama nazionale della moda. Per questa nuova generazione di "bikers", la Perfecto era un simbolo delle emozioni, avventure e pericoli che alimentavano il loro fascino con le motociclette. A metà degli anni venti, la Schott NYC aveva rivoluzionato il modo di vestire degli americani all'aria aperta, e successivamente, del mondo intero, quando furono i primi al mondo ad applicare una cerniera su una giacca, una tecnica mai usata fino ad allora.

### Il periodo della guerra
Verso gli anni quaranta il Paese e il mondo avevano rivolto la loro attenzione all'estero, e così fecero gli Schott Brothers. Commissionato dalla US Air Force all'inizio della seconda guerra mondiale, Irving ideò un bomber che servisse a proteggere i soldati e gli ufficiali dal freddo intenso alle altitudini elevate, imbottendolo di vera lana di montone e aggiungendoci dettagli estetici come i polsini, il girovita e i risvolti sul petto in mostra. Nacque così lo Schott B-3; robusti e caldi, questi giubbotti di pelle e lana sarebbero stati prodotti da Schott per l'esercito statunitense nei successivi 60 anni. Fra gli altri modelli concepiti in periodo bellico vi sono i cappotti in lana realizzati per la Marina militare.

### La fine della guerra e le proibizioni degli anni cinquanta

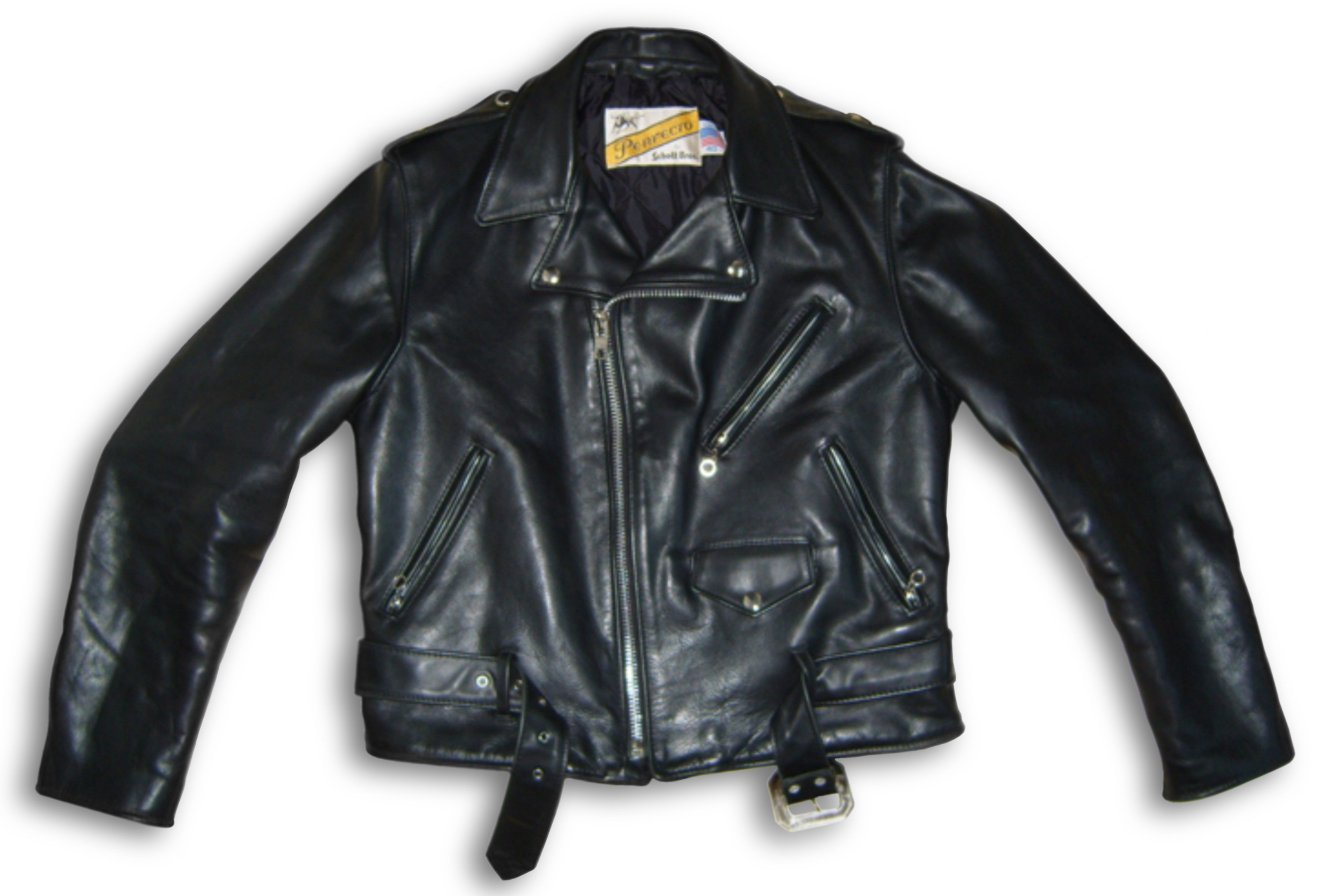
Una giacca di motociclista Perfecto Schott 613.

Al termine dell conflitto mondiale, questo Paese è stato testimone della nascita di una nuova ribellione sociale portata dall'avvento di nuove correnti artistiche e del rock and roll. Nel 1954, l'ormai cult Il selvaggio interpretato dal giovane Marlon Brando, lo mostrava seduto sulla sua Triumph indossando la sua Perfecto, di cui attualmente non si sa nulla. Il successivo picco di popolarità della Perfecto portò sorprendentemente a un calo delle vendite: le giacche vennero vietate dai sistemi scolastici in tutto il paese, perché simboleggiavano gli istinti di un pubblico adolescente che stava nascendo, fatto di ragazzi ribelli e giovani teppisti. Ma appena un anno dopo, la Perfecto arrivò al culmine della sua popolarità con la morte di James Dean il 30 settembre, in un incidente d'auto. La tragica fine di un idolo così significativo, causata dall'alta velocità, contribuì ancor di più a rendere famoso il marchio. Si dice che Dean non venisse quasi mai visto in giro senza la sua Perfecto addosso.

### Dagli anni settanta ai duemiladieci
Verso la fine degli anni sessanta uscì un nuovo tipo di giacca da corsa per le moto ispirata al modello Café racer, simile alla Perfecto ma con il colletto alzato. Verso la metà degli anni settanta Schott NYC venne associata al movimento punk, mentre negli anni ottanta il film Top Gun portò alla ribalta il modello da pilota di aerei e divenne indossato sai cosiddetti "paninari". La Schott Perfecto è stata ampiamente indossata da rock band come i Ramones, Blondie, Joan Jett e i Sex Pistols.
Mentre il mondo si espandeva e il commercio internazionale è diventato un luogo comune attraverso i mercati commerciali e globali online, Schott si è estesa oltreoceano dove il marchio Made in America era fortemente ambito. Caban, Montgomery, giacche da volo, giubbotti da motociclista, tute sportive in nylon, maglieria e abbigliamento sportivo si sono poi resi disponibili a livello mondiale nel corso degli anni.

## Riferimenti e citazioni
- Peter Fonda porta una giacca da Café racer nel film Easy Rider - Libertà e paura.
- Il giubbotto invernale che Sylvester Stallone indossa in Rocky IV nelle scene ambientate in Unione Sovietica è un bomber Schott B-3, divenuto un'icona dell'abbigliamento molto ricercata dopo l'utilizzo nel film.